# アリソン・エリオット
アリソン・エリオット（Alison Elliott、1970年5月19日 - ）は、アメリカ合衆国の女優。カリフォルニア州出身。

## 生い立ちと私生活
サンフランシスコで生まれた。
母親は養護教諭のバーバラ・エリオット、父親はコンピュータ企業勤務のボブ・エリオットである。
4歳から8歳まで東京に住んでいた。

## 主な出演作品
- ゆかいな天使/トラブるモンキー Monkey Trouble (1993)
- ワイアット・アープ Wyatt Earp (1994)
- 蒼い記憶 Underneath (1995)
- バカニアーズ The Buccaneers (1995)
- 誘導尋問 Indictment: The McMartin Trial (1995)
- この森で、天使はバスを降りた The Spitfire Grill (1996)
- 鳩の翼 The Wings of the Dove (1997)
- メビウス Trance (1998)
- 奇跡の人 ヘレン・ケラー物語 The Miracle Worker (2000)
- ER緊急救命室 ER (2003) テレビドラマ
- 記憶の棘 Birth (2004)
- ジェシー・ジェームズの暗殺 The Assassination of Jesse James by the Coward Robert Ford (2007)
- ロー&オーダー Law & Order (2008-2009) テレビドラマ
- 20センチュリー・ウーマン 20th Century Women (2016)
- 荒野にて Lean on Pete (2017)
- サーヴァント ターナー家の子守 Servant (2020-2021) テレビドラマ